# Ferraniacolor
Il Ferraniacolor è uno dei procedimenti di cinematografia a colori sviluppato in Italia dalla Ferrania Technologies, ed esattamente il secondo a essere impiegato, dopo l'Ansco Color derivato dalla tedesca Agfa Color, utilizzato per un solo lungometraggio (Mater Dei) nel 1950. Il tipo di procedimento utilizzato è quello sottrattivo tricromico monopack, ed è stato impiegato in ambito cinematografico fino alla chiusura dell'azienda e all'adozione del sistema Eastmancolor (dal 1958) e del Technicolor.
Tra il 1947 e il 1948 furono immesse nel mercato le pellicole per fotografia nei formati 35mm e 120, successivamente furono disponibili anche lastre di grande formato per uso professionale.

## Lista dei film realizzati in Ferraniacolor
I film realizzati con questa tecnica sono stati:
- Una lettera dall'Africa, regia di Gian Gaspare Napolitano (1951) documentario
- Totò a colori, regia di Steno (1952)
- Magia verde, regia di Gian Gaspare Napolitano (1952)
- Amori di mezzo secolo, regia di Mario Mattoli (1953)
- Un turco napoletano, regia di Mario Mattoli (1953)
- La passeggiata, regia di Renato Rascel (1953)
- Il più comico spettacolo del mondo, regia di Mario Mattoli (1953)
- Africa sotto i mari, regia di Giovanni Roccardi (1953)
- Cavalleria Rusticana, regia di Carmine Gallone (1953)
- Attanasio cavallo vanesio, regia di Camillo Mastrocinque (1953)
- Cinema d'altri tempi, regia di Steno (1953)
- Canzoni, canzoni, canzoni, regia di Domenico Paolella (1953)
- Ci troviamo in galleria, regia di Mauro Bolognini (1953)
- Aida, regia di Clemente Fracassi (1953)
- Torna!, regia di Raffaele Matarazzo (1953)
- Il matrimonio, regia di Antonio Petrucci (1953)
- Il tesoro del Bengala, regia di Gianni Vernuccio (1953)
- Eva nera, regia di Giuliano Tomei (1953)
- Café Chantant, regia di Camillo Mastrocinque (1954)
- Il medico dei pazzi, regia di Mario Mattoli (1954)
- Tripoli, bel suol d'amore, regia di Ferruccio Cerio (1954)
- Alvaro piuttosto corsaro, regia di Camillo Mastrocinque (1954)
- Siamo ricchi e poveri, regia di Siro Marcellini (1954)
- Mizar (Sabotaggio in mare), regia di Francesco De Robertis (1954)
- Allegro squadrone, regia di Paolo Moffa (1954)
- Un po' di cielo, regia di Giorgio Moser 1954
- Miseria e nobiltà, regia di Mario Mattoli (1954)
- Il paese dei campanelli, regia di Jean Boyer (1954)
- Peppino e la vecchia signora, regia di Emma Gramatica e Piero Ballerini (1954)
- Gran varietà, regia di Domenico Paolella (1954)
- La spiaggia, regia di Alberto Lattuada (1954)
- Giorni d'amore, regia di Giuseppe De Santis (1954)
- La peccatrice del deserto, regia di Gianni Vernuccio e Steve Sekely (1954)
- La principessa delle Canarie, regia di Paolo Moffa e Carlos Serrano de Osma (1954)
- Frou-Frou, regia di Augusto Genina (1955)
- Cantate con noi, regia di Roberto Bianchi Montero (1955)
- Cheri-Bibi (Il forzato della Guiana) (Chéri-Bibi), regia di Marcello Pagliero (1955)
- Il prigioniero della montagna, regia di Luis Trenker (1955)
- Il falco d'oro, regia di Carlo Ludovico Bragaglia (1955)
- Vacanze d'amore, regia di Jean-Paul Le Chanois (1955)
- A sud niente di nuovo, regia di Giorgio Simonelli (1956)
- Maruzzella, regia di Luigi Capuano (1956)
- Le schiave di Cartagine, regia di Guido Brignone (1956)
- Il cavaliere dalla spada nera, regia Laszlo Kish e Luigi Capuano (1956)
- Giovanni dalle Bande Nere, regia di Sergio Grieco (1956)
- I pinguini ci guardano, regia di Guido Leoni (1956)
- I girovaghi, regia di Hugo Fregonese (1956)
- Suprema confessione, regia di Sergio Corbucci (1956)
- L'ultima notte d'amore (La puerta abierta), regia di César Ardavin (1957)
- Gente felice, regia di Mino Loy (1957)
- Il pirata dello sparviero nero, regia di Sergio Grieco (1958)
- La mina, regia di Giuseppe Bennati (1958)
- La spada e la croce, regia di Carlo Ludovico Bragaglia (1958)
- Capitan Fuoco, regia di Carlo Campogalliani (1958)
- Rascel Marine, regia di Guido Leoni (1958)
- La scimitarra del Saraceno, regia di Piero Pierotti (1959)
- Pulcinella cetrulo d'Acerra, regia di Antonio Attanasio (1961)
- Il re Manfredi, regia di Piero Regnoli (1962)